# Team Alpin
Team Alpin ist eine deutsche Fernsehreihe des ZDF. Der Arbeitstitel lautete Berggefährten.

## Produktion und Ausstrahlung
Die zwei ersten 90-minütigen Folgen von Team Alpin wurden im Sommer 2018 von der Firma Network Movie Film- und Fernsehproduktion GmbH & Co. KG produziert. Die erste Episode verbuchte bei ihrer Erstausstrahlung am 1. November 2018 eine Einschaltquote von 4,30 Millionen Zuschauern. Im Frühjahr 2019 wurden zwei weitere Folgen gedreht. Diese wurden am 24. und 31. Oktober 2019 erstmals ausgestrahlt.

## Handlung
Die Bergfilmreihe handelt von einer Alpinschule in der fiktiven Alpengemeinde Engerberg, in der Menschen an persönliche Grenzerfahrungen am Berg herangeführt werden.
Ursprünglich beabsichtigt Martina Stadler den Verkauf des elterlichen Anwesens in Engerberg, um mit ihrem Mann Jean-Luc nach Frankreich zu gehen. Als dieser ihr dann beichtet, dass er nach einem One-Night-Stand in Frankreich außerehelich Vater wird, sieht Martina Stadler vom Verkauf des Gehöfts ab und gründet dort mit ihren Jugendfreunden, den Bergsteigerbrüdern Rupert und Uli Dobner, die Alpinschule.

## Episodenliste
| Nr. (ges.) | Nr. (St.) | Originaltitel      | Erstausstrahlung D | Regie          | Drehbuch                                               | Kamera          |
| --- | --------- | ------------------ | ------------------ | -------------- | ------------------------------------------------------ | --------------- |
| 1 | 1         | Endlich wieder wir | 1. Nov. 2018       | Käthe Niemeyer | Silja Clemens, Thomas Kronthaler, Stephanie Kronthaler | Bernhard Wagner |
| Gastdarsteller: - Meike Droste: Pia Brand; Touristin - David Rott: Tobias Brand; Tourist |           |                    |                    |                |                                                        |                 |
| 2 | 2         | Stromabwärts       | 8. Nov. 2018       | Käthe Niemeyer | Jürgen Matthäi                                         | Bernhard Wagner |
| Gastdarsteller: - Gesine Cukrowski: Sophia Bischof - Eva Maria Gintsberg: Dr. Agnetha Zirner - Max Hemmersdorfer: Tom Hochstetter - Roland von Kummant: Bernd Greser - Michael Menzel: Walter Bergschneider - Ferdinand Seebacher: Henrik Graf - Silvana Veit: Kim Reimann |           |                    |                    |                |                                                        |                 |
| 3 | 1         | Kein Weg zu weit   | 24. Okt. 2019      | Josh Broecker  | Jürgen Matthäi                                         | Volker Tittel   |
| 4 | 2         | Zweite Freiheit    | 31. Okt. 2019      | Josh Broecker  | Jürgen Matthäi                                         | Volker Tittel   |